# تلم بدائي
يظهر أخدود ضحل، التلم البدائي، على سطح الشريط البدائي، ويصل الطرف الأمامي للتلم المعيدة بالكيس المحي عن طريق ثقب أو فجوة.

## وصلات خارجية
- علم الأجنة السويسري (من جامعة لوزان، وجامعة برن، وجامعة فريبورغ) hdisqueembry/triderm02